# یونی‌کردیت
یونی‌کردیت (به ایتالیایی: UniCredit) گروه بانکداری بین‌المللی و شرکت خدمات مالی ایتالیایی است، که اکنون با در اختیار داشتن شبکه‌ای از ۹۰۰۰ شعبه بانک، در ۲۲ کشور جهان، دارای بیش از ۴۰ میلیون مشتری می‌باشد و به‌عنوان بزرگترین بانک در کشور ایتالیا شناخته می‌شود.
یونی‌کردیت در سال ۱۹۹۸ با ادغام چندین بانک ایتالیایی، در شهر رم تأسیس شد. اکنون، شعبه مرکزی یونی‌کردیت در شهر میلان مستقر می‌باشد. شعبه دوم این بانک نیز در شهر رم قرار دارد. شبکه بانکی یونی‌کردیت، در اروپای مرکزی و شرقی فعالیت می‌کند و شعبه‌های بین‌المللی آن، در شهرهای لندن، مونیخ، وین، مسکو، بوداپست و ورشو مستقر می‌باشند.
شرکت یونی کردیت در فهرست اولیه بازار بورس اوراق بهادار ایتالیا ذکر شده‌است و جزئی از شاخص اف‌تی‌اس‌ای ام‌آی‌بی، به‌شمار می‌آید. سهام یونی کردیت، همچنین در بازار بورس اوراق بهادار فرانکفورت نیز، دادوستد می‌شود. یونی‌کردیت امروزه به‌عنوان یکی از بزرگترین بانک‌های اروپا محسوب می‌شود. 
بانک یونی‌کردیت دارای سهام در شمار بسیاری از شرکت‌ها می‌باشد، که برای نمونه می‌توان به: آلایتالیا (۱۲٫۹۹٪)، بانک مرکزی لیبی (۲٫۹٪)، شرکت سرمایه‌گذاری آبار (۶٫۴٪)، آلیانتس (۲٫۰۱٪)، ای‌بی‌ان آمرو (۱٫۸٪)، مدیوبانکا (۹٫۰۲٪)، پیرلی (۶٫۵۴٪)، جنرالی (۴٫۶۷٪)، بانکو سابادل (۴٪) و گروه شرکت‌های کپیتال (۲٫۷٪) اشاره نمود. این شرکت همچنین مالک بانک پکااو (دومین بانک بزرگ لهستان، پس از پی‌کی‌او بانک پولسکی) و زاگرباکا بانکا (بزرگترین بانک کرواسی) نیز به‌شمار می‌آید.